# شفيجي
شفيجي (باللغة البولندية: Świecie) هي مدينة بولندية في محافظة كويافيا-بوميرانيا وحصلت على حقوق المدينة في عام 1338.

## التاريخ
مدينة شفيجي من أعرق المدن البولندية وقد وردت أول الإشارة إليها في عام 1198 عندما كانت عاصمةً لدوقية بوميرانيا المستقلة تحت ولاية الدوق غجيميسواف. وأصبحت في القرن 13 مركزاً بوميرانياً هاماً للدفاع عن الفرسان التوتونيين الذين تم إحضارهم إلى الأراضي البولندية في 1226 وفي عام 1309 فتحها الفرسان.

## الاقتصاد
من حيث الإرادات الضريبية لساكن واحد مدينة شفيجي أغنى مدينة بوفياتية (هي عاصمة بوفيات شفيجي) في محافظة كويافيا-بوميرانيا و12 أغنى مدينة بوفياتية في بولندا وتعتبر من أهم المراكز الاقتصادية في بوميرانيا وأحد أهم المراكز لصناعة الورق في أوروبا.
1. ↑   https://bdl.stat.gov.pl/api/v1/data/localities/by-unit/040416814094-0929664?var-id=1639616&format=jsonapi. اطلع عليه بتاريخ 2022-10-04. {{استشهاد ويب}}: |url= بحاجة لعنوان (مساعدة) والوسيط |title= غير موجود أو فارغ (من ويكي بيانات) (مساعدة)
2. ↑   https://bdl.stat.gov.pl/api/v1/data/localities/by-unit/040416814094-0929664?var-id=1639617&format=jsonapi. اطلع عليه بتاريخ 2022-10-04. {{استشهاد ويب}}: |url= بحاجة لعنوان (مساعدة) والوسيط |title= غير موجود أو فارغ (من ويكي بيانات) (مساعدة)
3. ↑   https://bdl.stat.gov.pl/api/v1/data/localities/by-unit/040416814094-0929664?var-id=1639618&format=jsonapi. اطلع عليه بتاريخ 2022-10-04. {{استشهاد ويب}}: |url= بحاجة لعنوان (مساعدة) والوسيط |title= غير موجود أو فارغ (من ويكي بيانات) (مساعدة)
4. ↑  GeoNames (بالإنجليزية), 2005, QID:Q830106
5. ↑  Redakcja (13 Jul 2016). "Świecie najbogatszym miastem powiatowym w województwie. Awansujemy też w rankingu ogólnopolskim". Nowe Świecie (بpl-PL). Archived from the original on 2019-04-01. Retrieved 2018-12-11.{{استشهاد ويب}}:  صيانة الاستشهاد: لغة غير مدعومة (link)